# Droga wojewódzka nr 649
Droga wojewódzka nr 649 (DW649) – droga wojewódzka w Polsce, w województwie kujawsko-pomorskim. Przebiega przez powiaty: toruński i golubsko-dobrzyński. Łączy Pluskowęsy z Sierakowem. Ma długość 15 km.

## Przebieg
Droga zaczyna się na skrzyżowaniu z DW551 w Pluskowęsach. Dalej biegnie przez skrzyżowanie z DW599 w Grodnie i prowadzi do Sierakowa, gdzie łączy się z DW554

## Miejscowości leżące przy trasie DW649
- Pluskowęsy
- Zalesie
- Grodno
- Kiełbasin
- Mlewo
- Srebrniki
- Sierakowo